# Steatoda marta
Steatoda marta là một loài nhện trong họ Theridiidae.
Loài này thuộc chi Steatoda. Steatoda marta được Herbert Walter Levi miêu tả năm 1962.